# Полани, Пьетро
Пьетро Полани (итал. Pietro Polani; ? — 1148) — 36-й венецианский дож (1130—1148).

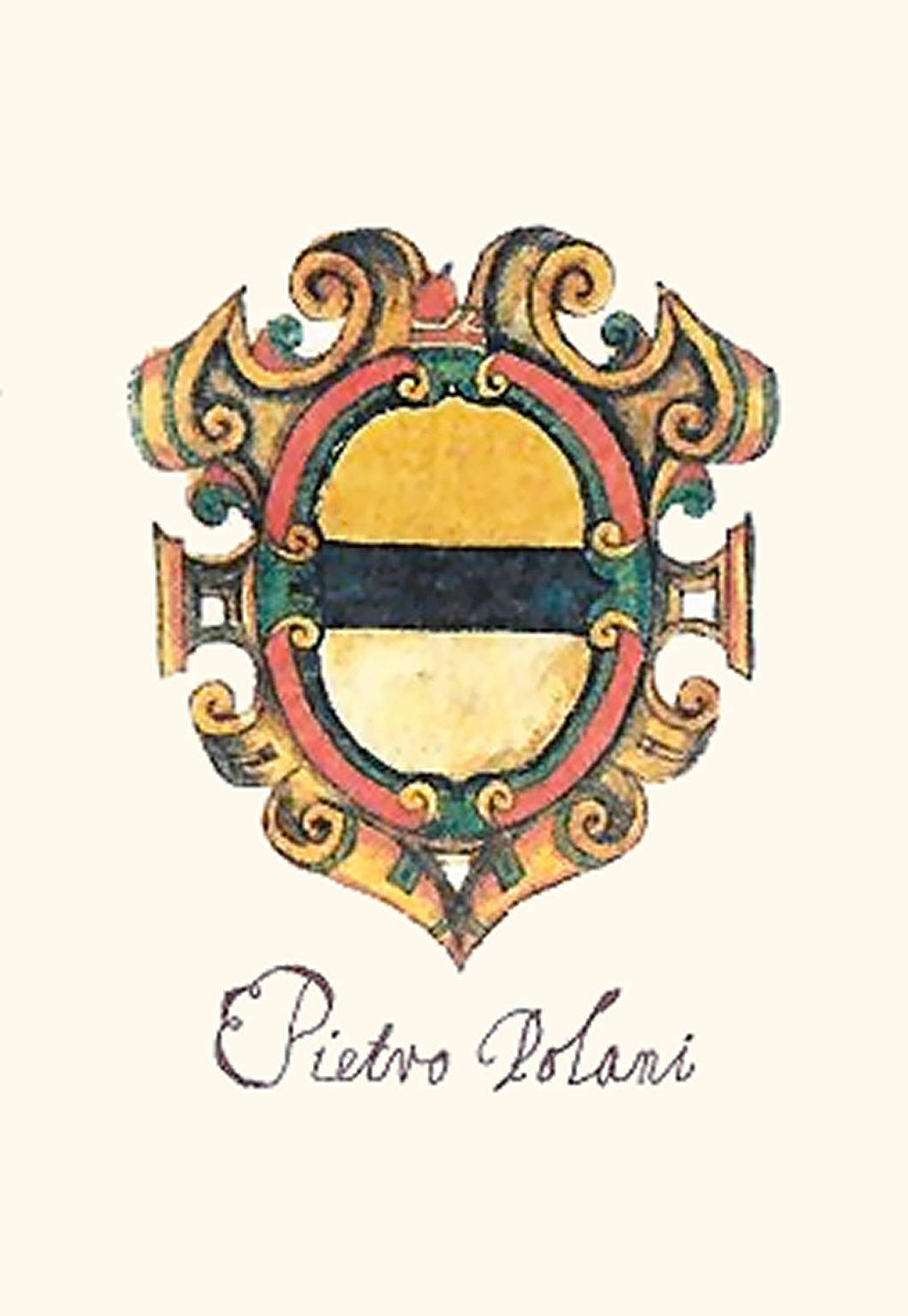
Герб Пьетро Полани

Пьетро Полани стал дожем после отречения его тестя Доменико Микеле. За время его правления норманнская Сицилия стала королевством и угрожала морской торговле Венеции, поэтому Полани согласился на предложение Лотаря II послать экспедицию против Сицилии. Действия союзников против короля Сицилии Роджера II Отвиля велись в основном на суше и не привели к успеху. В 1141 году город Фано обратился за помощью к Венеции против агрессивных соседей, в результате чего между Венецией и Фано был заключён договор, согласно которому венецианцы пользовались в Фано всеми привилегиями на правах жителей города. В 1143 году Падуя попыталась изменить русло реки Бренты, чтобы сократить путь до лагуны. Венецианцы, полагая что это изменение нарушит географию лагуны, объявили Падуе войну и заставили отказаться от проекта. В 1148 году сицилийский флот выступил против Византии и Венеции, и Полани откликнулся на призыв о помощи императора Мануила Комнина, возглавив венецианский флот. Добравшись до Каорле Полани из-за болезни вынужден был вернуться в Венецию и через несколько недель умер.